# Коптяки (село)
Коптяки́ — село в Новолялинском городском округе Свердловской области, Россия.

## Географическое положение
Село Коптяки муниципального образования «Новолялинский городской округ» Свердловской области входит в состав управления Коптяковской территорией в Новолялинском городском округе. Село расположено в 30 километрах (по автодороге в 35 километрах) к северу-северо-западу от районного центра города Новой Ляли и к югу от города Серова, на берегу реки Лобвы. Местность гористая, климат довольно сухой, но здоровый, почва глинистая и по местам каменистая.

## История села
Село было основано переселенцами из Центральной России после прокладки Бабиновской дороги в 1598 году. В начале XX века сельчане занимались хлебопашеством, звероловством, подвозкой дров на Надеждинский завод, а также работали на золотоносных приисках.

## Златоустовская церковь
В деревне стояла деревянная часовня, бывшая приписною к церкви села Лялинского, которая в 1876 году пришла в ветхость.
В 1876 году была заложена деревянная, однопрестольная церковь, которая была освящена во имя святого Иоанна Златоуста, патриарха Константинопольского 24 января 1877 года. Церковь была закрыта в 1930 году, сгорела в 1993 году.

## Население
| 2002 | 2010 | 2021 |
| ---- | ---- | ---- |
| 202  | ↘193 | ↘89  |

Структура
По данным переписи 2002 года, русские составляли 95 % от общего числа сельчан. По данным переписи 2010 года, в селе проживали 95 мужчин и 98 женщин.

## Инфраструктура
В селе работают: СДК «Коптяки», фельдшерско-акушерский пункт, магазин. Раньше работала начальная школа, которую закрыли в 2011 году. Также в селе есть клуб.

## Транспорт
Село расположено вблизи железнодорожного разъезда Коптяковские Печи, где останавливаются электропоезда, следующие между Серовом и Новой Лялей. Близ села проходит шоссе регионального значения Р352 Екатеринбург — Нижний Тагил — Серов.